# 2020年の全日本ロードレース選手権
2020年の全日本ロードレース選手権は、全日本ロードレース選手権の54年目のシーズン。

## 開催スケジュール
| ラウンド | 決勝日   | サーキット         | JSB1000勝者           | ST1000勝者 | ST600勝者  | J-GP3勝者 |
| -------- | -------- | ------------------ | --------------------- | ---------- | ---------- | --------- |
| 1        | 8月9日   | スポーツランドSUGO | 野左根航汰            | 高橋裕紀   | 岡本裕生   | 村瀬健琉  |
| 2        | 9月6日   | 岡山国際サーキット | 中止                  | 中止       | 中止       | 中止      |
| 3        | 9月20日  | オートポリス       | 野左根航汰            | 高橋裕紀   | 小山知良   | 村瀬健琉  |
| 4        | 10月18日 | ツインリンクもてぎ | 野左根航汰            | 名越哲平   | 岡本裕生   | 古里太陽  |
| 5        | 11月1日  | 鈴鹿サーキット     | 中須賀克行 野左根航汰 | 名越哲平   | 南本宗一郎 | 村瀬健琉  |

## ポイントシステム
| 順位     | 1  | 2  | 3  | 4  | 5  | 6  | 7  | 8  | 9  | 10 | 11 | 12 | 13 | 14 | 15 | 16 | 17 | 18 | 19 | 20 |
| -------- | -- | -- | -- | -- | -- | -- | -- | -- | -- | -- | -- | -- | -- | -- | -- | -- | -- | -- | -- | -- |
| ポイント | 25 | 22 | 20 | 18 | 16 | 15 | 14 | 13 | 12 | 11 | 10 | 9  | 8  | 7  | 6  | 5  | 4  | 3  | 2  | 1  |

- 予選出走台数1台以下は不成立。
- 得点は、完走者のみポイントが与えられる。

- 耐久ポイント（レース距離130㎞を超え、ライダーが１名もしくは２名走行のレース）は、上記ポイント以外に各々のライダーに耐久ボーナスポイントの10点が加算される。ただし、ライダーが2名の場合、各大会に定められた規定周回数を満たないライダーには、通常上記および耐久ボーナスのポイントは付与されない。
- MFJグランプリ大会は、規定のポイントに３点が加算される。
- ２ヒート制の場合のポイントは、各ヒートごとに通常のポイントが与えられる。
- MFJグランプリの２ヒートレースはそれぞれのヒートにボーナスポイント３ポイントが加算される。
- J-GP3クラスについては、年齢12歳から17歳までのライダーにユースカップが設定される。
- ユースカップの得点は、レースの総合順位に基づき与えられる。
- MFJのスポーツ国籍以外の選手についても、全日本選手権の得点を付与する。
- チームランキングポイントは、年間登録チームのみが対象とされ、そのチームが起用するライダーの中の一番よいポイントだけを抽出し、積算する。
- 2020年度文部科学大臣杯は、JSB1000チャンピオンに授与される。